# Дзјатлавски рејон
Дзјатлавски рејон (блр. Дзятлаўскі раён; рус. Дятловский район) административна је јединица другог нивоа у југоисточном делу Гродњенске области у Републици Белорусији. 
Административни центар рејона је град Дзјатлава.

## Географија
Дзјатлавски рејон обухвата територију површине 1.544,09 км² и на 7. је месту по површини међу рејонима Гродњенске области. Граничи се са Слонимским и Зељванским рејонима на југу, Мастовским на западу, те Лидским и Навагрудским рејонима на северу и североистоку. На истоку је Брестска област (Вавкавијски рејон).
Територија овог рејона обухвата подручје Њеменске низије на северу и западу те Навагрудског побрђа на истоку. Рељеф је благо заталасан са просечним надморским висинама између 140 и 200 метара, максимално до 283 метра (североисточно од града Дзјатлаве). 
Најважнији водоток је река Њемен са својим притокама. 
Клима је умереноконтинентална са јануарским просеком температура од -6,1 °C, односно јулским просеком од око 17,6 °C. Просечна годишња сума падавина је 620 мм, а дужина вегетационог периода је 193 дана.

## Историја
Рејон је првобитно успостављен 15. јануара 1940. као део тадашње Барановичке области Белоруске ССР. Укинут је 25. децембра 1962, а поново успостављен 6. јануара 1965. године. 

## Демографија
Према резултатима пописа из 2009. на том подручју стално је било насељено 29.703 становника или у просеку 19,25 ст/км².
| 1959.  | 1970.  | 1979.  | 1989.  | 1999.  | 2009.  |
| ------ | ------ | ------ | ------ | ------ | ------ |
| 61.678 | 56.090 | 47.736 | 42.263 | 38.312 | 29.703 |

Основу популације чине Белоруси (84,77%), Пољаци (9,28%), Руси (4,25%) и остали (1,7%).
Административно рејон је подељен на подручје града Дзјатлаве који је уједно и административни центар рејона, на две варошице Казловшчина и Навајељња и на 10 сеоских општина. На територији рејона постоји укупно 227 насељених места (од чега су 223 села).